# Margarete von Kunheim

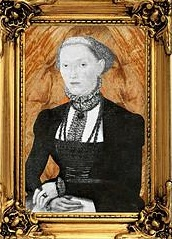
Lucas Cranach d. J.: Margarete von Kunheim

Margarete von Kunheim geb. Luther (* 17. Dezember 1534 in Wittenberg; † 1570 in Mohrungen, Herzogtum Preußen) war die jüngste Tochter von Martin Luther und Katharina von Bora. Mit ihrem Mann begründete sie eine weitverzweigte Familie mit heutigen Nachkommen.

## Leben
Georg von Kunheim d. Ä. (1480–1543), Amtshauptmann von Tapiau, beriet Markgraf Albrecht von Preußen und förderte den Übertritt des Landes zum Luthertum. Herzog Albrecht sorgte für die Ausbildung des minderjährigen Sohnes Georg von Kunheim d. J. (1532–1611). Mit einer Empfehlung an Philipp Melanchthon schickte er ihn 1550 zum Studium der Rechtswissenschaft an die Universität Wittenberg. Dort lernte er Margarete Luther kennen. Nach dem Tod ihrer Mutter wuchs die jüngste Tochter Martin Luthers bei ihrem Vormund Philipp Melanchthon auf. 
Georg von Kunheim d. J. und Margarete verlobten sich 1554 und heirateten am 5. August 1555 auf Knauten bei Preußisch Eylau; Georgs Vormünder verweigerten aber die Zustimmung zur Eheschließung. Für sie und Herzog Albrecht war sie nicht standesgemäß. Das Ehepaar hatte vier Söhne und fünf Töchter, von denen nur Margarete (1559–1592), Volmar (* 1564) und Anne erwachsen wurden. Melanchthon vermochte den Herzog umzustimmen. Nach 15 glücklichen Ehejahren starb sie im Alter von 36 Jahren. Mit fünf ihrer Kinder ruht sie in der Gruft der Dorfkirche Mühlhausen.
Margaretes Geburt soll Luther zum Weihnachtslied Vom Himmel hoch, da komm ich her inspiriert haben.